# マイトファジー
マイトファジー（英: mitophagy）は、オートファジーによってミトコンドリアが選択的に分解される過程である。マイトファジーは、損傷またはストレスによって欠陥が生じたミトコンドリアに対して行われることが多い。マイトファジー過程は、100年以上前にMargaret Reed LewisとWarren Harmon Lewisによって初めて記載された。1962年にAshfordとPorterによって肝リソソーム中のミトコンドリア断片が電子顕微鏡を用いて観察され、1977年にミトコンドリアがオートファジーを活性化させる機能的変化を起こすことを示唆する報告がなされた。1998年には「マイトファジー」（mitophagy）という語が用いられていた。
マイトファジーは細胞の健康を維持するために重要な過程である。マイトファジーはミトコンドリアのターンオーバーを促進し、細胞変性をもたらしうる機能不全のミトコンドリアの蓄積を防ぐ。マイトファジーを媒介する因子としては、酵母ではAtg32、哺乳類ではNIXとBNIP3、PINK1やParkinなどが知られている。マイトファジーは損傷したミトコンドリアの選択的除去のほか、細胞の代謝需要の変化に応じたミトコンドリア数の調節、定常的なミトコンドリアのターンオーバー、赤血球の分化過程など特定の発生段階にも必要である。

## 役割
オルガネラや細胞質の一部は隔離されてリソソームによる分解の標的となることがあり、オートファジーと呼ばれる過程で加水分解される。ミトコンドリアによる代謝からはDNA損傷や変異をもたらす副産物が生じるため、細胞を良好な状態に維持するためには健康なミトコンドリア集団が存在することが重要である。以前はミトコンドリアの標的分解は確率論的なイベントであると考えられていたが、マイトファジーが選択的な過程であることを示唆する証拠が蓄積している。
酸化的リン酸化によるATPの産生は、ミトコンドリアや亜ミトコンドリア粒子内でさまざまな活性酸素種（ROS）の発生をもたらす。ミトコンドリアにおける代謝の廃棄物としてのROSの形成は、最終的には細胞毒性や細胞死をもたらすこととなる。ミトコンドリアはROSによる損傷に対して非常に感受性が高く、ミトコンドリアの損傷によってATPの枯渇やシトクロムcの放出が引き起こされる。シトクロムcはカスパーゼを活性化し、アポトーシスを開始させる。ミトコンドリアの損傷は酸化ストレスや疾患過程においてのみ引き起こされるわけではなく、正常なミトコンドリアでも最終的にはミトコンドリアや細胞に有害な酸化損傷が蓄積する。こうした欠陥が生じたミトコンドリアは細胞のATPをさらに枯渇させ、ROSの産生を増加させ、そしてカスパーゼなどのアポトーシスタンパク質の放出を引き起こす。
このように細胞内に損傷ミトコンドリアが存在することは危険であり、損傷や老化が生じたミトコンドリアを適切な時期に除去することが細胞の完全性の維持に必要不可欠である。このターンオーバー過程はリソソームによる隔離と加水分解からなり、マイトファジーと呼ばれる。
ミトコンドリアが枯渇した際には、解糖系の亢進によってATP産生は維持され、さまざまな老化エフェクターや表現型の低減が引き起こされる。

## 経路

### 哺乳類
哺乳類細胞においてマイトファジーが誘導される経路はいくつか存在する。これまで最もよく特性解析がなされているのは、PINK1とParkinを介した経路である。この経路は、健康なミトコンドリアと損傷したミトコンドリアを見分けるところから開始される。約64 kDaのタンパク質であるPINK1は、ミトコンドリアの品質の検知に関与していることが示唆されている。PINK1にはミトコンドリア標的化配列が含まれており、ミトコンドリアへリクルートされる。健康なミトコンドリアでは、PINK1はTOM複合体を介して外膜を、そして一部はTIM複合体を介して内膜を通過して貫通する。内膜への取り込みの過程で、PINK1は64 kDaから60 kDaの形態へと切断される。その後、PINK1はPARLによって52 kDaの形態へと切断される。そして、この形態のPINK1はミトコンドリア内のプロテアーゼによって分解される。健康なミトコンドリアではこのようにしてPINK1の濃度が維持されている。
一方、不健康なミトコンドリアではミトコンドリア内膜の脱分極が引き起こされる。TIMを介したタンパク質の取り込みには膜電位が必要であるため、脱分極したミトコンドリアではPINK1の内膜への取り込みとPARLによる切断が行われなくなり、外膜のPINK1濃度が上昇する。その後、PINK1は細胞質基質のE3ユビキチンリガーゼであるParkinをリクルートする。PINK1はParkinのS65をリン酸化することで、Parkinのミトコンドリアへのリクルートを開始すると考えられている。ParkinのS65リン酸化部位は、ユビキチンのリン酸化部位と相同である。その結果、Parkinを介した他のタンパク質のユビキチン化が可能となる。
ParkinはPINK1を介したミトコンドリア表面へのリクルートによって、ミトコンドリア外膜のタンパク質のユビキチン化を行うことができるようになる。こうしたユビキチン化の標的タンパク質にはMFN1/MFN2やmitoNEET（CISD1）が含まれ、ミトコンドリア表面タンパク質のユビキチン化はマイトファジーの開始因子となる。ParkinはK63型とK48型の双方のユビキチン鎖の形成を促進する。K48ユビキチン化はタンパク質分解開始のシグナルとなり、受動的なミトコンドリア分解をもたらす。K63ユビキチン化はオートファジーのアダプターであるLC3/GABARAPをリクルートすると考えられており、マイトファジーの開始をもたらす。マイトファジーの開始にどのタンパク質が必要であり十分であるかや、これらのタンパク質のユビキチン化によってどのようにマイトファジーが開始されるかについては未だ不明瞭である。
マイトファジーが誘導される他の経路には、ミトコンドリア外膜上のマイトファジー受容体を介したものがある。こうした受容体には、NIX、BNIP3、FUNDC1が含まれる。これらの受容体には全て、LC3/GABARAPが結合するLIRコンセンサス配列が含まれており、ミトコンドリアの分解が引き起こされる。低酸素条件下では、BNIP3はHIF1αによってアップレギュレーションされる。その後、BNIP3はLIR配列近傍のセリン残基がリン酸化され、LC3の結合が促進される。FUNDC1もまた低酸素感受性であるが、正常な条件下でもミトコンドリア外膜に恒常的に存在している。
神経細胞では、ミトコンドリアは細胞内に不均等に分布しており、シナプスやランビエ絞輪などエネルギー需要の高い領域に多く存在する。こうした分布は、モータータンパク質による軸索に沿ったミトコンドリアの輸送によって主に維持されている。神経細胞でのマイトファジーは主に細胞体で行われると考えられているが、細胞体から離れた軸索でも局所的に生じる。細胞体と軸索のいずれの場合でも、神経細胞でのマイトファジーはPINK1-Parkin経路を介して行われる。神経系でのマイトファジーは細胞間でも生じている可能性があり、網膜神経節細胞軸索中の損傷ミトコンドリアは分解のために近隣のアストロサイトへ受け渡される場合がある。この過程はトランスマイトファジー（transmitophagy）と呼ばれる。

### 酵母
酵母におけるマイトファジーの存在は、yme（yeast mitochondrial escape）遺伝子、具体的にはyme1の発見から初めて推測された。yme1変異体はファミリーの他の遺伝子と同様、ミトコンドリアDNAの脱落の増加を示すが、唯一ミトコンドリア分解の増加も示した。このミトコンドリアDNAの脱落を媒介する遺伝子に関する研究を通じて、ミトコンドリアのターンオーバーがタンパク質によって開始されていることが発見された。
マイトファジーの遺伝的制御に関しては、Uth1pタンパク質に関する研究からより多くが発見された。長寿を調節する遺伝子のスクリーニングを通じて、ΔUTH1株ではマイトファジーが阻害されていること、またその現象は他のオートファジー機構に影響を及ぼすことなく生じていることが発見された。この研究では、Uth1pタンパク質はミトコンドリアを液胞へ移動させるために必要であることも示された。このことから、マイトファジーのための専門的な系が存在することが示唆された。他の研究ではミトコンドリアのホスファターゼであるAup1pがミトコンドリアの除去のために標識していることが発見された。
マイトファジーと関係している他の酵母タンパク質には、ミトコンドリア内膜タンパク質Mdm38p/Mkh1pがある。このタンパク質は内膜を挟んでK+/H+を交換する複合体の一部を構成している。このタンパク質の欠失は、ミトコンドリアの膨潤、膜電位の喪失、ミトコンドリアの断片化を引き起こす。
また、ATG32が酵母のマイトファジーに重要な役割を果たしていることが示されている。Atg32はミトコンドリアに局在しており、マイトファジーが開始されるとAtg32はAtg11に結合し、Atg32が結合しているミトコンドリアは液胞へ輸送される。ATG32のサイレンシングによってオートファジー装置のリクルートとミトコンドリアの分解は停止する。Atg32は他の形態のオートファジーには必要とされない。

## 疾患との関係

### がん
2020年時点で、がんにおけるマイトファジーの役割は十分には理解されていない。PINKもしくはBNIP3を介したマイトファジーなと一部のモデルは、ヒトとマウスで腫瘍抑制と関係している。対照的に、NIXを介したマイトファジーは腫瘍のプロモーションと関係している。1920年にオットー・ワールブルクは特定のがんにおいて、代謝が解糖系へシフトすることを発見した。この現象は「ワールブルク効果」と呼ばれ、がん細胞は酸素存在下でもグルコースから乳酸への変換によってエネルギーを産生する（好気的解糖）。ワールブルク効果が初めて記載されたのは約1世紀前であるが、この現象に関しては多くの疑問が未解決のまま残されている。当初ワールブルクは、この代謝のシフトをがん細胞におけるミトコンドリアの機能不全によるものと考えていた。その後の腫瘍生物学研究によって、がん細胞の成長速度の増加は解糖系の酷使によるものであり、その結果酸化的リン酸化やミトコンドリア濃度の低下がもたらされることが示された。ワールブルク効果の結果として、がん細胞では大量の乳酸が産生される。過剰な乳酸は細胞外環境へ放出され、細胞外のpHを低下させる。この微小環境の酸性化は細胞ストレスを引き起こし、オートファジーへとつながる。オートファジーは栄養素の枯渇、低酸素、がん遺伝子の活性化などさまざまな刺激に応答して活性化される。オートファジーは代謝ストレス条件下でのがん細胞の生存を助けているようであり、放射線療法や化学療法などの抗がん治療への抵抗性を付与している可能性がある。さらに、がん細胞微小環境ではHIF1Aが増加し、それによってマイトファジーに必須の因子であるBNIP3の発現が促進される。

### パーキンソン病
パーキンソン病は、黒質におけるドーパミン産生神経細胞の細胞死によって特徴づけられる神経変性疾患である。パーキンソン病への関与が示唆されている遺伝子変異として、PINK1やParkinの機能喪失をもたらすものなど、いくつかが知られている。これらの遺伝子の機能喪失変異は損傷ミトコンドリアやタンパク質凝集（封入体）の蓄積を引き起こし、最終的には神経細胞死をもたらす。
パーキンソン病の病因にはミトコンドリアの機能不全が関与していると考えられている。散発性の（家族性ではない）、加齢と関連して発症するパーキンソン病は、ミトコンドリアの機能不全、細胞の酸化ストレス、オートファジーの変化、そしてタンパク質の凝集によって引き起こされるのが一般的である。これらはミトコンドリアの膨潤と脱分極を引き起こす場合がある。こうした現象は全てミトコンドリアの機能不全によって引き起こされ、そして細胞死をもたらしうるため、機能不全を起こしたミトコンドリアに対する調節を維持することが重要である。ミトコンドリアによるエネルギー産生の異常は、パーキンソン病患者の黒質でみられるような細胞変性を引き起こす。

### 結核
結核は、空気感染する病原体である結核菌Mycobacterium tuberculosisによって引き起こされる伝染病である。結核菌の肺への慢性感染や、非病原性マイコバクテリウムであるウシ型結核菌Mycobacterium bovisのex vivoでの感染によって、NIX受容体を介したマイトファジー経路が活性化されることが示されている。結核菌の感染時にアップレギュレーションされるNIXを介して、この経路は活性化される。NIXはLC3をリクルートし、欠陥ミトコンドリアを直接的に取り込む隔離膜（ファゴフォア）の形成を媒介する。